# Artosis
Дэниел Стемкоски (англ. Daniel Stemkoski; род. 6 апреля 1983), более известный под своим никнеймом Artosis — американский профессиональный киберспортивный комментатор. Совместно с Ником «Tasteless» Плоттом занимается комментированием матчей AfreecaTV Global StarCraft II league.

## Ранняя жизнь
Стемкоски вырос в Сейлеме, Нью-Гэмпшир. В молодости в его сферу интересов входили скейтбординг, баскетбол, турниры по шахматам и соревновательные стратегические игры. До того, как он открыл для себя соревновательный StarCraft, его главным интересом был спорт. Его увлечения вредили школьному образованию, у него была неуспеваемость по многим предметам. В 2002 году он окончил Сейлемскую старшую школу.

## Карьера в StarCraft
Стемкоски познакомился со StarCraft в возрасте 14 лет в доме своего друга, где наблюдал за его игрой. В 15 лет он получил копию игры в подарок на свой день рождения и начал играть в неё на любительском уровне со своими друзьями. Затем он сломал лодыжку, неудачно упав с трамплина, что приковало его к постели и он начал играть в StarCraft профессионально. К тому времени, как его друзья потеряли интерес к игре, он продолжил соревноваться с людьми из интернета. По словам Стемкоски, за первый год игры он наиграл более 1200 часов, иногда играя по 16 часов в день, и стал уверен, что может играть на турнирах. К этому времени родители Дэниела, заметив, как его увлечения влияют на его жизнь, конфисковали его модем и периферийные устройства, которым Стемкоски быстро нашёл замену. Несмотря на протесты родителей, Дэниел, глядя на популярность игры в Южной Корее, твёрдо решил связать свою карьеру с игрой. К этому моменту его игровой ранг вырос до третьего места в Америке. Он дважды представлял Северную Америку на чемпионате мира по StarCraft и восемь раз участвовал в финале чемпионата Соединённых Штатов.
Вдохновившись недостатком англоязычных турниров по StarCraft, Стемкоски организовал собственный турнир в Нью-Гэмпшире и сам комментировал в нём матчи. Стемкоски считал, что игровое сообщество заслуживает более профессионального комментирования, и решил взяться за дело самостоятельно. Он начал записывать комментарии к матчам на своём компьютере и выкладывать их в интернет. В 2008 году он получил предложение от корейской телевещательной компании International e-Sports Group (IEG) принял его. Стемкоски стал вторым западным комментатором StarCraft в Корее после Ника Плотта.
В Корее Стемкоски жил в маленькой квартире с пятнадцатью молодыми киберспортсменами. К выходу StarCraft II Стемкоски и другой живущий в Сеуле американский комментатор, Ник Плотт, независимо друг от друга набрали значительное число поклонников, чем вызвали интерес коммерческих телевещательных компаний. Они начали комментировать матчи вдвоём и обрели известность под совместным псевдонимом Tastosis, являющимся словослиянием их ников Tasteless и Artosis. До сотрудничества Дэн и Ник уже были знакомы друг с другом благодаря своему киберспортивному прошлому, но друзьями стали только в Корее. Журнал Polygon объясняет их успех взаимодополняющими характерами: Стемкоски энциклопедичен и аналитичен, а Плотт — энергичен и общителен. В июле 2013 года Polygon назвал Tastosis «самым известным комментаторским дуэтом StarCraft 2 в мире». В 2011 году Рич Маккормик из PC Gamer привёл пару в пример того, как киберспорт рождает знаменитостей. Пол Миллер из The Verge назвал Tastosis «первооткрывателями комментирования StarCraft». В 2013 году вышел краудфандинговый документальный фильм об их карьере, названный Sons of StarCraft.
Стемкоски и Плотт готовились к комментированию индивидуально: Стемкоски постоянно смотрел матчи по StarCraft, а Плотт учился комментировать, смотря нетрадиционные виды спорта и изучая главные новости StarCraft. Плотт рассматривает объяснения Tastosis тонкостей тактик игроков в качестве ворот, через которые незнакомые с игрой люди могут войти в StarCraft.
Дуэт комментировал такие турниры, как: европейские финалы 2012 StarCraft II World Championship Series, финалы Австралии и Океании, английские национальные турниры, DreamHack Winter 2011, второй сезон IGN Pro League, Major League Gaming 2012 Spring Arena, Raleigh, и 2011 Orlando. Стемкоски в одиночку комментировал стокгольмский 2013 DreamHack Open.
Дуэту посвящено два пасхальных яйца в StarCraft II: Heart of the Swarm.

## Карьера в Hearthstone
Artosis начал играть в Hearthstone, коллекционную карточную онлайн-игру от Blizzard Entertainment, с закрытого бета-тестирования, проводящегося в 2013 года, и начал публиковать подкасты по Hearthstone с сентября 2013. В ноябре 2013 года Blizzard пригласили Стемкоски поучаствовать в Innkeeper’s Invitational, ежегодном турнире по Hearthstone, проводящемся на BlizzCon. 8 ноября Artosis выиграл турнир и получил титул «Grandmaster of the Hearth».

## Личная жизнь
Artosis женат и живёт в Южной Корее со своей женой и тремя детьми. Его дочь Ария родилась 14 января 2012 года, а близнецы Элиc и Малькольм родились 28 апреля 2017.